# Tökös tekés
A Tökös tekés (eredeti cím: Kingpin) 1996-ban bemutatott amerikai filmvígjáték, melyet Peter és Bobby Farrelly rendezett. A főbb szerepekben Woody Harrelson és Randy Quaid látható.

## Történet
Ishmael istenáldotta tehetség a bowlingban. Nincs nála jobb és senki nem tudta még legyőzni. Erre figyel fel Roy Munson (Woody Harrelson), a szélhámos, aki igen nagy pénzt lát Ishmaelben. Sikerül rávennie, az üzlet pedig remekül megy számukra, míg nem feltűnik egy Roy-hoz hasonló figura. Így a küszöbön áll az évszázad mérkőzése.

## Szereplők
| Színész         | Szerep                              | Magyar hang     |
| --------------- | ----------------------------------- | --------------- |
| Woody Harrelson | Roy Munson                          | Kaszás Attila   |
| Randy Quaid     | Ishmael                             | Csuja Imre      |
| Vanessa Angel   | Claudia                             | Liptai Claudia  |
| Bill Murray     | Ernie "Big Ern" McCracken           | Szacsvay László |
| Lin Shaye       | Mrs. Dumars                         | Illyés Mari     |
| Rob Moran       | Stanley Osmanski, Claudia exbarátja | Lux Ádám        |
| Chris Elliott   | a szerencsejátékos                  | Bácskai János   |
| Chris Schenkel  | önmaga                              |                 |
| William Jordan  | Mr. Boorg                           | Kristóf Tibor   |